# Павловский сельсовет (Башкортостан)
Павловский сельсовет — муниципальное образование в Нуримановском районе Башкортостана.
Административный центр — село Павловка.

## История
Согласно Закону о границах, статусе и административных центрах муниципальных образований в Республике Башкортостан имеет статус сельского поселения.

## Население
| 2002  | 2009  | 2010  | 2012  | 2013  | 2014  | 2015  |
| ----- | ----- | ----- | ----- | ----- | ----- | ----- |
| 4327  | ↗4437 | ↘4175 | ↘4102 | ↘4085 | ↘4023 | ↘4016 |
| 2016  | 2017  | 2018  |       |       |       |       |
| ↗4057 | ↘3954 | ↘3905 |       |       |       |       |

## Состав сельского поселения
| № | Населённый пункт | Тип населённого пункта       | Население |
| - | ---------------- | ---------------------------- | --------- |
| 1 | Павловка         | село, административный центр | ↘3924     |
| 2 | Верхнекировский  | деревня                      | ↘32       |